# エル・ハイスクール

エル・ハイスクールは、2003年度から2007年度までの5年間、大阪府教育委員会が「次代をリードする人材育成研究開発重点校」として府立高等学校を指定した事業のことである。当時の学区（9学区制）毎に1 - 3校ずつ、合計17校を指定した。
生徒の学力向上や進路実現への教育、「知・徳・体」バランスの取れた人材育成に注力した。「エル」の文字は、アルファベットのLで、「Leading（次世代をリードする）」「life-Long learning（生涯学習）」「Literacy（幅広い教養）」を意味する、とされた。

## 指定を受けた学校
- 大阪府立北野高等学校（大阪市淀川区）
- 大阪府立豊中高等学校（豊中市）
- 大阪府立茨木高等学校（茨木市）
- 大阪府立春日丘高等学校（茨木市）
- 大阪府立大手前高等学校（大阪市中央区）
- 大阪府立四條畷高等学校（四條畷市）
- 大阪府立寝屋川高等学校 （寝屋川市）
- 大阪府立八尾高等学校（八尾市）
- 大阪府立高津高等学校（大阪市天王寺区）
- 大阪府立天王寺高等学校（大阪市阿倍野区）
- 大阪府立今宮高等学校（大阪市浪速区）
- 大阪府立富田林高等学校（富田林市）
- 大阪府立生野高等学校（松原市）
- 大阪府立三国丘高等学校（堺市堺区）
- 大阪府立泉陽高等学校（堺市堺区）
- 大阪府立鳳高等学校（堺市西区）
- 大阪府立岸和田高等学校（岸和田市）